# 北京奥林匹克公园曲棍球场
40°01′01″N 116°22′36″E / 40.016817°N 116.376532°E

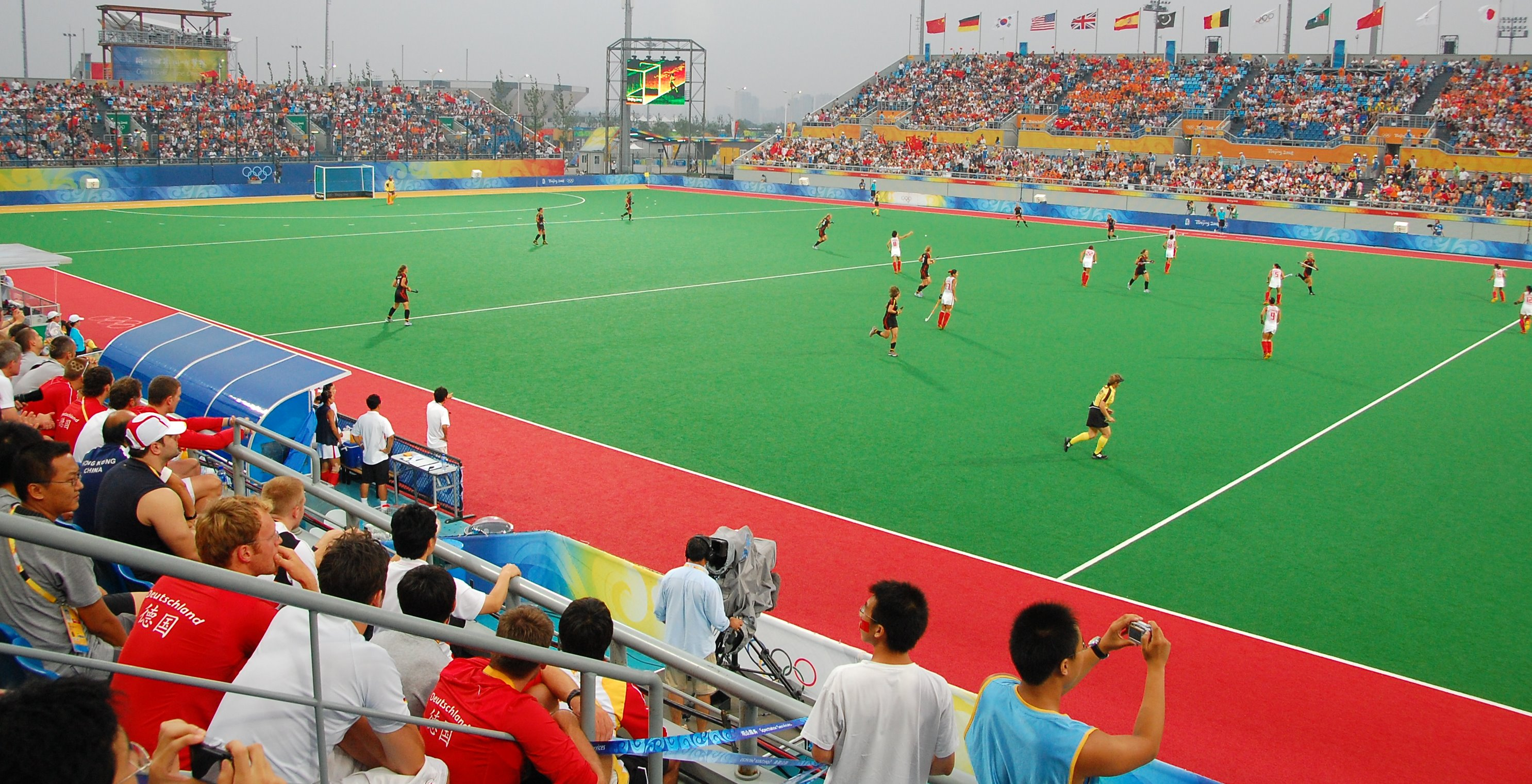
北京奧林匹克公園曲棍球場

北京奥林匹克公园曲棍球场位于奥林匹克公园南区，是2008年北京奥运会曲棍球项目的比赛场馆，共决出男子、女子两枚金牌。在隨後的2008年北京残奥会中，本场地为七人制足球與五人制足球赛事的举办场地。
北京奥林匹克公园曲棍球场为临时场馆。于2005年12月28日开工，共设有两片球场，总用地1.87公顷，可容纳观众17000人。赛后，北京奥林匹克公园曲棍球场成为中国曲棍球国家队的训练、比赛中心。为建设国家速滑馆，曲棍球场于2017年拆除。